# 莫慧兰
莫慧兰（1979年7月11日—），中国广西桂林人，原中国国家体操队运动员，是中国1990年代最杰出的体操运动员之一。她以动作难度高著称。她的双胞胎妹妹莫慧芳也是体操运动员。

## 职业生涯
莫慧兰和莫慧芳于1985年7月一起进入广西桂林体操学校。她们的偶像是“体操王子”李宁。90年代初，她们两姊妹受邀参加在北京举办的一个训练营，这也是进入中国国家体操隊的一个测试。莫慧芳通过了训练营的测试，而莫慧兰没有。莫慧兰認為到这个决定可能会影响她的体操生涯，她找到教练，希望能和她妹妹一起继续留在北京。结果，莫慧蘭進步得很快，莫慧芳則因為受伤而退役。
莫慧兰第一次参加国际大赛是在1993年的Cottbus盃，獲得全能第6名。在广岛亚运会上，她一个人几乎夺取了全部的金牌，包括团体金牌、平衡木、高低杠、自由體操和跳馬四个单项金牌以及全能的铜牌。她成为该届亚运会获冠军最多的运动员之一，被大会评为最佳女运动员。 
她参加了1994年在澳大利亚的布里斯班举行的世界體操锦标赛，获得全能第7名，也是中国运动员获得的最佳名次。虽然没有进入自由体操的决赛，但她根据勒萊·安德森的音乐“Typewriter Song”编排的动作，震惊了在场观众。她在高低杠上的表演也得到了高度的讚賞。
在1995年日本举行的世界锦标赛上，她所有项目都提升了难度，其中包括一个教科书般的尤尔钦科双周跳。最终她带领她的团队夺得了中国女子体操史上第一块团体银牌。她的全能预赛成绩排在第一，但是在平衡木上掉下导致最终获得全能第6名。她以一套流畅的动作获得了平衡木的金牌，同时她还获得高低杠的银牌。那一年她16岁。
1996年亚特兰大奥运会莫慧兰被寄予厚望，是奖牌的有力争夺者。然而，对于整个中国队来说结果是失望的。由于预赛中的失误，她没有进入她的强项平衡木和高低杠的决赛。在团体比赛中，她的队友失误不断，最终没有获得奖牌。在全能決賽裡，她在跳马上做了一个漂亮的尤尔钦科双周跳，高低杠和平衡木也发挥出色，在最后一轮比赛前她排名第一。然而在自由体操比赛时，她不幸出界，最终获得第5名。当然，她并没有在本次奥运会上空手而归，最终夺得了跳马银牌，冠军是罗马尼亚的西蒙娜·阿玛娜尔。
1997年9月，在瑞士洛桑世界体操锦标赛结束后，莫慧兰退役。

## 退役后生活
1998年9月她被中国人民大学新闻系免试录取。在读书的同时，她还多次担任特约记者，解说大型运动会。1999年为天津电视台担任第四十三届世界体操锦标赛特约记者。2000年为北京电视台担任第二十七届奥运会《网视观点节目》特约主持人。
2002年7月进入凤凰卫视工作，担任《中国奥运行节目》主持人。还经常作为特约嘉宾，参加各种节目。

## 技术动作
莫慧兰的动作以形体优美，难度大而闻名体操界。她在高低杠上的“团身前空翻越杠抓杠”动作原来是男子的技术动作，被国际体联命名为“莫式空翻”，称为“下世纪”动作。目前这个动作仍在难度最高一级，只有很少的女子运动员能完成这个动作。

## 电视剧
2016年《龙门村的故事》